# Емблема Мозамбіку
Ембле́ма Мозамбі́ку (порт. Emblema de Moçambique) — офіційний державний символ Республіки Мозамбік. У золотому коліщаті червоне сонце, що сходить над зеленою горою в синьому морі. По центру розташована книга, на яку накладені навхрест автомат AK і мотика. Коліща обрамлено вінком зі стеблин цукрової тростини і кукурудзи, які перев'язані червоною стрічкою із золотим написом португальською: «Республіка Мозамбік». Над коліщам — червона  соціалістична зірка. Затверджений 1990 року Конституцією (Ст. 194). Створений за зразком державного герба СРСР.

## Значення
Стебло кукурудзи і цукрового очерету символізують багатство (як описано у статті 194, конституції Мозамбіку), колесо — символ робочої сили і промисловості, книга — символ освіти, мотика — символ «селянства і виробництва сільського господарства», AK — символ «захисту та пильності», і червона зірка є символ соціалізму, але як зазначено в конституції Мозамбіку, має «символізувати дух міжнародної солідарності людей Мозамбіку». Червоне сонце символізує створення нового життя.

## Проекти
У 2005 році опозиційна партія РЕНАМО порушувала питання про зміну державної символіки, у тому числі про позбавлення від «Калашникова» в гербі й на прапорі, аргументуючи це тим, що «національні символи були прийняті в іншому історичному контексті. Ми живемо у новій реальності, яку необхідно відобразити». Однак ця пропозиція була відхилена парламентською більшістю Мозамбіку.

## Галерея

Малий герб Португальської Східної Африки (до 1935).
Малий герб Португальської Східної Африки (1935—1975).
Герб Португальської Східної Африки з 8 травня 1935 р. по 11 червня 1951 р.
Герб Португальської Східної Африки з 11 червня 1951 р. по 25 червня 1975 р.
Герб Мозамбіку (1975-1982)